# Trattato di Bachčysaraj
Il trattato di Bachčysaraj fu stipulato il 3 gennaio 1681 nella città omonima, capitale del Khanato di Crimea, a conclusione della guerra russo-turca.
L'Impero ottomano, i tartari di Crimea loro vassalli e i russi stabilirono una tregua ventennale, accettando il fiume Dnepr come demarcazione dei rispettivi territori. Fu stabilito anche che il territorio tra il Dnepr e il Bug Orientale non sarebbe stato colonizzato, che le orde Nogai mantenevano il diritto di condurre vita nomadica nelle steppe meridionali dell'Ucraina e i cosacchi dello Zaporož'e quello di pesca nel Dnepr e nei suoi tributari, di ricavarne il sale a sud e di condurre imbarcazioni sul grande fiume e il Mar Nero in cui s'immette.
Il sultano riconosceva la sovranità moscovita sulla riva sinistra ucraina e sui domini dei cosacchi di Zaporož'e, mentre la parte meridionale della regione di Kiev, la regione di Braclav e la Podolia rimanevano sotto il controllo ottomano.